# Un solo camino
Un solo camino es una serie de televisión peruana, producido por Balcón Abierto Producciones para Panamericana Televisión, cuenta con el apoyo de Visión Perú y MC Bride Producciones. Está dirigido y producido por Fernando Romero, la serie muestra una secuencia de historias de la vida misma.
Es una semi-adaptación de la telenovela mexicana La Rosa de Guadalupe (de Las Estrellas-Televisa). En cuyo formato aparece un ángel donde el protagonista cambia de opinión y decide cambiar su vida, al final de cada capítulo se escucha al protagonista darnos un mensaje de reflexión.

## Historia
Se estrenó el lunes 17 de agosto del 2015, una de las primeras actrices en debutar fue Chris Soifer (hermana menor de la cantante Micheille Soifer), también contó con la participación del cantante peruano Lucho Cuellar.

## Sinopsis
La serie narra historias de personas que pasan por circunstancias de alcoholismo, búsqueda de trabajo, embarazo, problemas sociales, entre otros.

## Elenco
- Chris Soifer
- Lucho Cuellar

## Lista de capítulos
- Muriendo lento
- El otro lado del corazón
- Falsas apariencias